# 重澤俊郎
重澤 俊郎（しげさわ としお、1906年12月13日 - 1990年5月21日）は、日本の中国哲学者。京都大学名誉教授。

## 経歴
出生から修学期
1906年、東京で生まれた。京都帝国大学文学部に入学し、支那哲学科で小島祐馬に師事した。1932年に卒業
中国哲学研究者として
卒業後は第三高等学校教授に就いた。1942年、母校の京都帝国大学文学部助教授に任じられた。
戦後の1950年、学位論文『経学研究』を京都大学に提出して文学博士号を取得。同1950年、教授に昇格。1970年に定年退官し、名誉教授となった。
学風は小島祐馬や侯外廬に近く、マルクス主義歴史学的手法をとった。戦後の京大の学内政治に左翼的立場から関与した。指導学生には戸川芳郎や加地伸行がいる。

## 著作
著書
- 『周漢思想研究』弘文堂書房 1943
  - 再版 大空社 1998
- 『中国四大思想』日本科学社 学生叢書 1947
- 『原始儒家思想と経学』岩波書店 1949
- 『中国哲学史研究：唯心主義と唯物主義の抗争史』法律文化社 1964
- 『中国歴史に生きる思想』日中出版 1973
- 『中国の伝統と現代』日中出版(現代中国双書) 1977
- 『論語の散歩道』日中出版 1979
- 『孫子の兵法 科学は謀略に勝てるか』日中出版 1981
- 『孟子：聖人君子の笑いが目に浮ぶ』日中出版 1983

共編
- 『左伝人名地名索引』佐藤匡玄共編、弘文堂書房 1935
- 『中国社会主義の問題点』高橋勇治共編、日中出版 1977

訳書・校註
- 『先秦政治思想史』梁啓超著、創元社(創元支那叢書) 1941
  - 再版 大空社 1998

論文
- Cinii 1983年まで